# باکیونیتسا
باکیونیتسا (به صربی: Bakionica) یک روستا در صربستان است که در Požega واقع شده‌است. باکیونیتسا ۷۴۲ نفر جمعیت دارد.